# Lakeside, Iowa
Lakeside là một thành phố thuộc quận Buena Vista, tiểu bang Iowa, Hoa Kỳ. Năm 2010, dân số của thành phố này là 596 người.

## Dân số
Dân số qua các năm:
- Năm 2000: 484 người.
- Năm 2010: 596 người.